# Juliamo
Juliamo (en japonés ユリアーモ) es una lengua ficticia basada completamente en esperanto para el videojuego La Expresión Amrilato (japonés: ことのはアムリラート transliteración: Kotonoha Amrilato) por el estudio Sukera Sparo.
Realmente el idioma es, en esencia, esperanto con vocabulario original y una escritura diferente basada en el alfabeto latino. El nombre “Juliamo” proviene del japonés “ユリ” (yuri, un género de anime y manga) y la palabra amor en esperanto, “amo”.
Además, Juliamo también se utiliza para la secuela de Kotonoha Amrilato, Itsuka no Memoraĵo (japonés: いつかのメモラーショ).
Al iniciar el videojuego se puede leer la siguiente advertencia sobre el Juliamo: "Además, el idioma que aparece en este trabajo (Juliamo) es basado en esperanto. Se ha incorporado ciertas palabras originales, reglas gramaticales e interpretaciones para concordar con la narrativa".

## Escritura
El alfabeto juliamo que se utiliza en el videojuego se basa completamente en el alfabeto del idioma esperanto, e igual que éste consta de 28 letras, las cuales son 5 vocales, 2 semivocales y 21 consonantes.

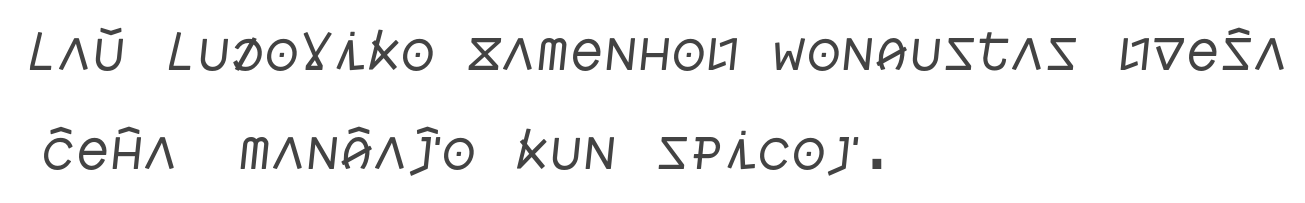
Ejemplo de texto en esperanto con alfabeto juliamo. Esperanto: Laŭ Ludoviko Zamenhof bongustas freŝa ĉeĥa manĝaĵo kun spicoj. Español: Según Ludwig Zamenhof, la comida checa fresca con especias sabe bien.